# Wiktor Kozłow (polityk)
Wiktor Nikołajewicz Kozłow (ros. Виктор Николаевич Козлов, ur. w listopadzie 1904 we wsi Kalinowka w guberni ufijskiej, zm. w marcu 1948 w Kustanaju) – radziecki polityk, działacz partyjny.

## Życiorys
W 1928 ukończył Moskiewską Akademię Rolniczą im. Timiriazewa, działał w Komsomole i WKP(b), był pracownikiem naukowym Naukowo-Badawczego Instytutu Przemysłu Mlecznego i Handlu, później starszym agronomem w Stacji Maszynowo-Traktorowej i dyrektorem Centralnej Stacji Rolniczej. Do 1933 był zastępcą kierownika Wydziału Rolnego KC Komsomołu, później starszym agronomem w Stacji Maszynowo-Traktorowej oraz starszym agronomem w rejonowym i następnie obwodowym oddziale rolnym. Od 1941 pracował w Wydziale Rolnym KC Komunistycznej Partii (bolszewików) Kazachstanu jako instruktor i potem zastępca kierownika, od 1944 do lipca 1947 był II sekretarzem Komitetu Obwodowego KP(b)K w Aktiubińsku, a od lipca 1947 do marca 1948 I sekretarzem Komitetu Obwodowego KP(b)K w Kustanaju. Był odznaczony Orderem Czerwonego Sztandaru Pracy i Orderem „Znak Honoru”.